# Ed Berger
Edward Berger (1949 of 1950 – 22 januari 2017) was een Amerikaanse jazz-auteur, producer en fotograaf.

## Biografie
Ed Bergers vader Morroe Berger doceerde aan Princeton University (sociologie) en was daarnaast actief als jazzonderzoeker en -auteur. Ed Berger was roadmanager van bandleider Benny Carter, aan wiens biografie Benny Carter: A Life in American Music hij meewerkte (met onder andere zijn vader). Hij produceerde ook enige van Carters latere albums, zoals In the Mood for Swing. Vanaf augustus 1976 was Berger deeltijd-curator aan het Institute of Jazz Studies aan de Rutgers University, vanaf 1977 plaatsvervangend leider en van 1987 tot zijn pensioen Associate Director. Hij schreef de Joe-Wilder-biografie Softly, With Feeling: Joe Wilder and the Breaking of Barriers in American Music (2014). tevens was hij auteur van talrijke hoesteksten en fotograaf voor albums van o.a. Randy Sandke, Loren Schoenberg, Dick Sudhalter en Warren Vaché.

## Publicaties (selectie)
- Bassically Speaking: An Oral History of George Duvivier. New Jersey, Rutgers, 1993
- Edward Berger, David Cayer, Dan Morgenstern, Lewis Porter (ed.): Annual Review of Jazz Studies 6: 1993. Rutgers, 1993
- Morroe Berger, Edward Berger, James S. Patrick: Benny Carter: A Life in American Music. Scarecrow Press, 2002
- Softly, With Feeling: Joe Wilder and the Breaking Of Barriers in American Music. Temple University Press, 2014